# Unitat lèxica
Una unitat lèxica és el component mínim que forma part del lèxic d'una llengua, els elements de vocabulari que una persona pot emmagatzemar. En la semàntica cognitiva es prefereix al concepte tradicional de mot, que és imprecís.
Existeixen diferents tipus d'unitats lèxiques. En primer lloc està la paraula en si, que és la unitat bàsica, com ara "casa". Amb aquest nom el parlant associa un significat concret, que pot evocar amb una imatge mental en ser un substantiu comú i concret. Aquest sentit bàsic pot enriquir-se amb connotacions personals i estar associar a altres termes en la categoria mental corresponent, com per exemple "llar".
Un segon tipus d'unitat és el morfema. El parlant emmagatzema "im-" (i les seves variants al·lomòrfiques amb el sentit de "contrari", de manera que entén que "impossible" és l'antònim de "possible" sense necessitat de retenir les dues paraules per separat, economitzant així espai mental i ajudant a conèixer el significat de noves paraules que continguin el mateix prefix. No sempre els morfemes són transparents per a un parlant, perquè és un concepte fortament depenent del domini del codi lingüístic i, per tant, pot haver-hi casos on un mateix morfema sigui concebut com a unitat lèxica per part de determinats parlants d'un idioma i no per d'altres que no l'identifiquen com a tal.
La col·locació ha de considerar-se una unitat lèxica malgrat estar formada per diversos mots, ja que sempre actuen com a bloc i amb un sentit unitari, com per exemple la locució adverbial "de bat a bat", que no es desfà mentalment en quatre paraules. De vegades fins i tot el sentit de la col·locació és diferent de la suma dels significats de les paraules que la formen, car ha adquirit un significat propi per l'ús o per metàfora. Molt proper és el cas dels modismes com les frases fetes o refranys, que s'aprenen per blocs i que la seva manca de literalitat fa que sovint siguin complicats de traduir, per exemple "escampar la boira".